# Koshi (stad)
Koshi (Japans: 合志市, Kōshi-shi) is een Japanse stad in de prefectuur Kumamoto. In 2014 telde de stad 58.220 inwoners.

## Geschiedenis
Op 27 februari 2006 kreeg Koshi  het statuut van stad (shi). Dit gebeurde na het samenvoegen van de toenmalige gemeenten Koshi (合志町) en Nishigoshi (西合志町).

## Geboren
- Masato Uchishiba (1978), Japans judoka

Steden:
Amakusa · Arao · Aso · Hitoyoshi · Kami-Amakusa · Kikuchi · Koshi · Kumamoto (hoofdstad) · Minamata · Tamana · Uki · Uto · Yamaga · Yatsushiro

Districten:
Amakusa · Ashikita · Aso · Kamimashiki · Kikuchi · Kuma · Shimomashiki · Tamana · Yatsushiro
Gemeenten per district